# لونغ غروف (إلينوي)
لونغ غروف (بالإنجليزية: Long Grove)‏ هي منطقة سكنية تقع في الولايات المتحدة في مقاطعة ليك، إلينوي. يقدر عدد سكانها بـ 8,043 نسمة .

## الموقع الجغرافي
الموقع الجغرافي للمناطق المحيطة بهذه النقطة هو كالتالي: